# بومونت، آلبرتا
بومانت، آلبرتا (به انگلیسی: Beaumont, Alberta) یک منطقهٔ مسکونی در کانادا است که در آلبرتا واقع شده‌است. بومانت ۱۷٬۳۹۶ نفر جمعیت دارد و ۷۳۵ متر بالاتر از سطح دریا واقع شده‌است.